# Rarang Selatan
Rarang Selatan is een bestuurslaag in het regentschap Oost-Lombok van de provincie West-Nusa Tenggara, Indonesië. Rarang Selatan telt 6201 inwoners (volkstelling 2010).